# フィルム・エンジン
フィルム・エンジン・エンターテインメント（FilmEngine Entertainment）は、アメリカの独立系エンターテインメント会社です。彼女は映画製作と資金調達を専門としており、ニュー・ライン・シネマレーベルと提携していました。同社は2001年にアンソニー・ルーレンによって設立されました。

## 作品
- 2001 O
- 2002 チート Cheats
- 2003 本当のカンクン The Real Cancun
- 2004 バタフライ・エフェクト The Butterfly Effect
- 2004 ヒラリー・ダフのハート・オブ・ミュージック Raise Your Voice
- 2006 ラッキーナンバー7 Lucky Number Slevin
- 2006 バタフライ・エフェクト2 The Butterfly Effect 2
- 2007 コード名：クリーナー Code Name: The Cleaner
- 2008 夢遊病 Sleepwalking
- 2009 バタフライ・エフェクト3/最後の選択 The Butterfly Effect 3: Revelations
- 2011 ラム・ダイアリー The Rum Diary
- 2013 証拠 Evidence
- 2017 ザ・ボディガード The Hunter's Prayer